# Principe Mochihito
Principe Mochihito  (以仁王?, Mochihito-ō), conosciuto anche come principe Takakura o Minamoto Mochimitsu (... – giugno 1180) era uno dei figli dell'imperatore Go-Shirakawa.
È ricordato per il ruolo avuto nel dare inizio alla guerra Genpei.

## Biografia
Il principe Mochihito ha lasciato traccia nella storia del Giappone per il ruolo che ha avuto nel periodo iniziale della guerra Genpei, tra i Taira e Minamoto. Poiché il principe era convinto che il capo della potente famiglia Taira, Taira no Kiyomori, fosse colpevole di molti atti sacrileghi - tra cui la profanazione di tombe e il disprezzo per rituali e la dottrina buddhisti - decise di sostenere il clan Minamoto nel conflitto contro il Taira. In cambio il capo del clan Minamoto, Minamoto no Yorimasa, portò il clan Minamoto a sostenere la candidatura di Mochihito per il trono imperiale. Nel maggio 1180, Yorimasa inviò ad altri leader Minamoto e ad alcuni monasteri (tra cui l'Enryakuji e il Miidera) un appello in cui accusava Taira no Kiyomori e incitò a una ribellione contro di lui in nome del principe Mochimitsu. Quando Kiyomori venne a conoscenza di questo, inviò un drappello armato per catturare il principe, che sì rifugiò in un monastero Miimori. Mochihito però scoprì che per vari motivi politici i monaci-guerrieri del Miidera non potevano fare affidamento su rinforzi mandati da altri monasteri, così fuggì ancora una volta, insieme all'esercito dei Minamoto. Attraversò il fiume Uji, e si diresse verso la sala della Fenice del Byodo-in. Qui furono catturati dall'esercito dei Taira, evento che scatenò la Battaglia di Uji. Le truppe del principe Mochimitsu furono respinte indietro in direzione del tempio, dove Minamoto no Yorimasa si suicidò commettendo seppuku. Il principe Mochimitsu riuscì a fuggire dopo la battaglia in direzione di Nara, ma fu catturato e ucciso poco dopo.